# Pindsvin (familie)
 For alternative betydninger, se Pindsvin (flertydig). (Se også artikler, som begynder med Pindsvin)
Pindsvin (Erinaceidae) er en familie af pattedyr med omkring 25 nulevende arter, der er hjemmehørende i Europa, Afrika og Asien. Familien deles i to underfamilier, hvis arter er helt forskellige af udseende, de egentlige pindsvin (Erinaceinae) og rottepindsvin (Galericinae). I Danmark og resten af Vesteuropa er arten pindsvin (Erinaceus europaeus) almindelig.
Konvergent udvikling har udviklet pigge hos andre pattedyr, der ikke tilhører familien Erinaceidae. Myrepindsvin lægger æg og tilhører kloakdyrene, mens hulepindsvin er gnavere.